# Джорджтаунский кенотаф
Джорджтаунский кенотаф — военный мемориал около здания банка в Джорджтауне.
Служит памятником гайанским солдатам, погибшим в мировых войнах, сражавшихся не только на родине, но и в Северной Африке, Бельгии, Франции, Египте. На четырёх сторонах основания Кенотафа были записаны четыре слова — преданность, человечность, стойкость и жертва.
Открыт 14 августа 1923 года. С того же года является местом проведения празднования Дня перемирия.
После окончания Второй мировой войны, в 1945 году, День перемирия был переименован в День памяти павших или памятное воскресенье и проводился в первое или второе воскресенье ноября. С 1956 года по международному соглашению проводится во второе воскресенье ноября.